# Cercopithecus erythrotis
Macaco-de-orelhas-vermelhas (Cercopithecus erythrotis) é um Macaco do Velho Mundo  da subfamília Cercopithecinae. Ocorre nos Camarões, Guiné Equatorial e Nigéria. Seu habitat são florestas tropicais e subtropicais de terras baixas. Está ameaçado principalmente por conta da perda de habitat. e caça ilegal para obter carne e como animal de estimação.